# Harold Alan Hamersley
Harold Alan Hamersley, avstralski častnik, vojaški pilot in letalski as, * 1896, † 1967.  	
Stotnik Hamersley je v svoji vojaški karieri dosegel 13 zračnih zmag.

## Odlikovanja
- Military Cross (MC)